# Caiac canoe la Jocurile Olimpice de vară din 2024 - C-1 masculin

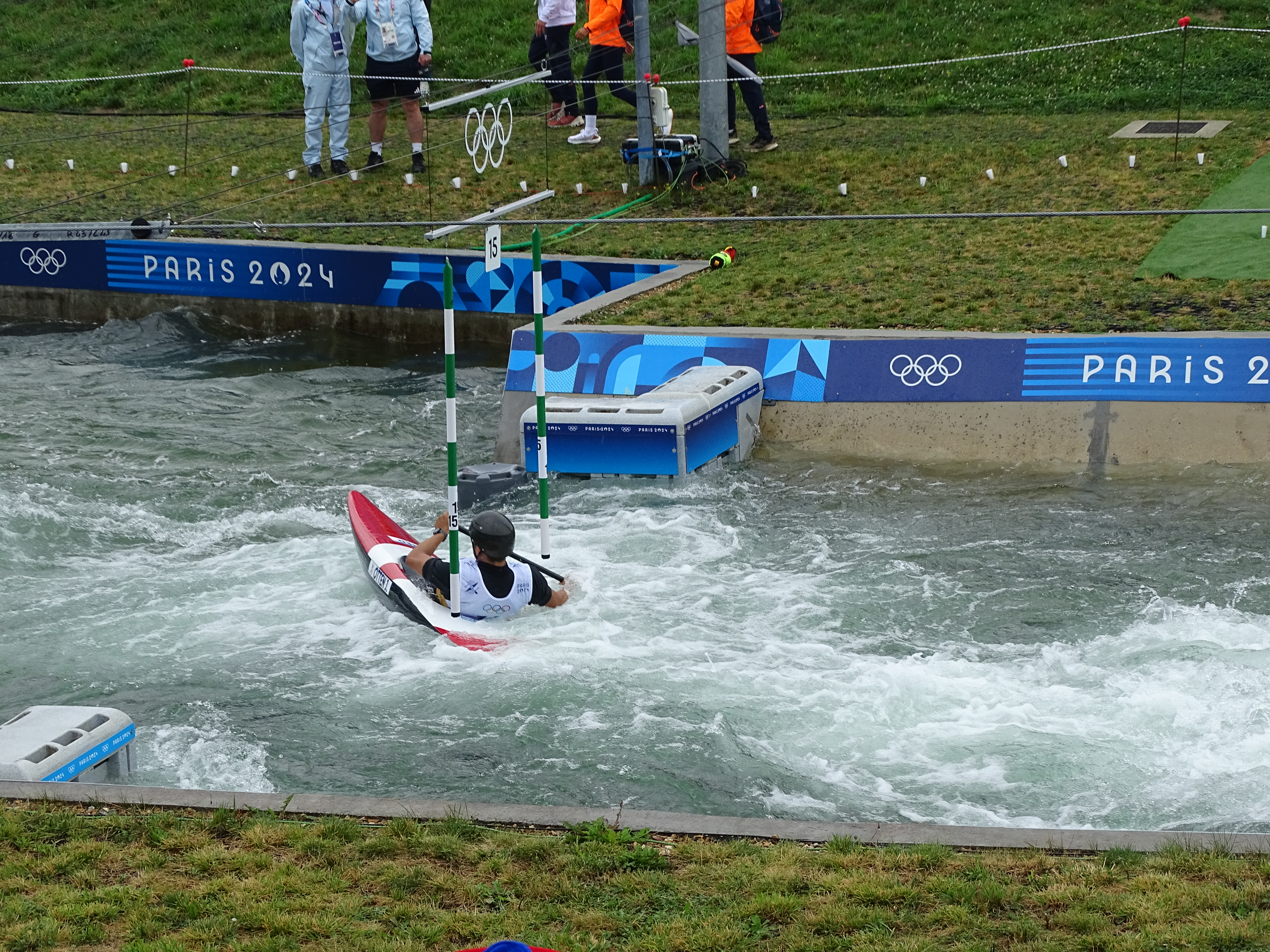
Proba masculină de canoe C-1 din Jocurile Olimpice de vară din 2024

Proba masculină de canoe C-1 de la Jocurile Olimpice de vară din 2024 a avut loc în perioada 27-29 iulie 2024 pe Stadionul Nautic Olimpic Național din Île-de-France, aflat la aproximativ 30 de kilometri de Paris.

## Program
Proba a avut loc pe parcursul a două zile.
Orele sunt ora Franței (UTC+1) 
| Data                   | Timp  | Etapă             |
| ---------------------- | ----- | ----------------- |
| Sâmbătă, 27 iulie 2024 | 15:00 | Calificări        |
| Luni, 29 iulie 2024    | 15:30 | Semifinale Finala |

## Rezultate
| Loc | Nr. concurs | Canotor          | Țară                       | Serii preliminare | Serii preliminare | Serii preliminare | Serii preliminare | Serii preliminare | Serii preliminare | Semifinale                     | Semifinale                     | Semifinale                     | Finala                         | Finala                         | Finala                         |
| Loc | Nr. concurs | Canotor          | Țară                       | 1a cursă          | Pen.              | A 2-a cursă       | Pen.              | Cel mai bun       | Ordine            | Timp                           | Pen.                           | Ordine                         | Timp                           | Pen.                           | Ordine                         |
| --- | ----------- | ---------------- | -------------------------- | ----------------- | ----------------- | ----------------- | ----------------- | ----------------- | ----------------- | ------------------------------ | ------------------------------ | ------------------------------ | ------------------------------ | ------------------------------ | ------------------------------ |
| 1   | 2           | Nicolas Gestin   | Franța                     | 89,90             | 0                 | 88,78             | 0                 | 88,78             | 1                 | 93,12                          | 0                              | 1                              | 91,36                          | 0                              | 1                              |
| 2   | 7           | Adam Burgess     | Marea Britanie             | 90,87             | 0                 | 95,08             | 4                 | 90,87             | 2                 | 97,21                          | 0                              | 4                              | 96,84                          | 0                              | 2                              |
| 3   | 4           | Matej Beňuš      | Slovacia                   | 100,28            | 2                 | 94,91             | 2                 | 94,91             | 11                | 98,59                          | 4                              | 11                             | 97,03                          | 0                              | 3                              |
| 4   | 6           | Sideris Tasiadis | Germania                   | 92,44             | 0                 | 92,43             | 0                 | 92,43             | 7                 | 96,74                          | 0                              | 3                              | 97,27                          | 0                              | 4                              |
| 5   | 3           | Miquel Travé     | Spania                     | 92,19             | 2                 | 143,45            | 56                | 92,19             | 6                 | 96,69                          | 0                              | 2                              | 97,92                          | 2                              | 5                              |
| 6   | 8           | Lukáš Rohan      | Cehia                      | 95,63             | 2                 | 97,74             | 2                 | 95,63             | 12                | 97,54                          | 4                              | 10                             | 98,09                          | 2                              | 6                              |
| 7   | 10          | Liam Jegou       | Irlanda                    | 102,67            | 0                 | 99,93             | 6                 | 99,93             | 16                | 96,52                          | 2                              | 6                              | 98,52                          | 2                              | 7                              |
| 8   | 11          | Matija Marinić   | Croația                    | 91,61             | 0                 | 98,44             | 2                 | 91,61             | 3                 | 98,82                          | 0                              | 7                              | 100,35                         | 2                              | 9                              |
| 9   | 9           | Tristan Carter   | Australia                  | 94,19             | 0                 | 103,87            | 4                 | 94,19             | 9                 | 99,45                          | 0                              | 8                              | 100,73                         | 2                              | 9                              |
| 10  | 12          | Grzegorz Hedwig  | Polonia                    | 94,08             | 2                 | 100,30            | 8                 | 94,08             | 8                 | 104,24                         | 6                              | 12                             | 105,81                         | 2                              | 10                             |
| 11  | 1           | Benjamin Savšek  | Slovenia                   | 97,04             | 2                 | 192,64            | 102               | 97,04             | 14                | 96,28                          | 2                              | 5                              | 144,93                         | 50                             | 11                             |
| 12  | 13          | Yves Bourhis     | Senegal                    | 94,68             | 4                 | 92,14             | 0                 | 92,14             | 5                 | 99,51                          | 0                              | 9                              | 145,78                         | 50                             | 12                             |
| 13  | 17          | Takuya Haneda    | Japonia                    | 96,82             | 0                 | 99,59             | 0                 | 96,82             | 13                | 103,11                         | 4                              | 13                             | nu a avansat în faza următoare | nu a avansat în faza următoare | nu a avansat în faza următoare |
| 14  | 5           | Raffaello Ivaldi | Italia                     | 91,90             | 0                 | 94,96             | 4                 | 91,90             | 4                 | 108,20                         | 0                              | 14                             | nu a avansat în faza următoare | nu a avansat în faza următoare | nu a avansat în faza următoare |
| 15  | 15          | Alex Baldoni     | Canada                     | 97,32             | 2                 | 98,56             | 0                 | 97,32             | 15                | 123,41                         | 4                              | 15                             | nu a avansat în faza următoare | nu a avansat în faza următoare | nu a avansat în faza următoare |
| 16  | 14          | Casey Eichfeld   | Statele Unite ale Americii | 99,84             | 6                 | 94,69             | 2                 | 94,69             | 10                | 104,23                         | 58                             | 16                             | nu a avansat în faza următoare | nu a avansat în faza următoare | nu a avansat în faza următoare |
| 17  | 16          | Joris Otten      | Olanda                     | 101,92            | 0                 | 110,93            | 8                 | 101,92            | 17                | nu a avansat în faza următoare | nu a avansat în faza următoare | nu a avansat în faza următoare | nu a avansat în faza următoare | nu a avansat în faza următoare | nu a avansat în faza următoare |
| 18  | 20          | Pepe Gonçalves   | Brazilia                   | 111,07            | 8                 | 154,48            | 56                | 111,07            | 18                | nu a avansat în faza următoare | nu a avansat în faza următoare | nu a avansat în faza următoare | nu a avansat în faza următoare | nu a avansat în faza următoare | nu a avansat în faza următoare |
| 19  | 18          | Amir Rezanejad   | EOR                        | 116,16            | 6                 | 119,48            | 6                 | 116,16            | 19                | nu a avansat în faza următoare | nu a avansat în faza următoare | nu a avansat în faza următoare | nu a avansat în faza următoare | nu a avansat în faza următoare | nu a avansat în faza următoare |
| 20  | 19          | Salim Jemai      | Tunisia                    | 128,42            | 4                 | 130,02            | 6                 | 128,42            | 20                | nu a avansat în faza următoare | nu a avansat în faza următoare | nu a avansat în faza următoare | nu a avansat în faza următoare | nu a avansat în faza următoare | nu a avansat în faza următoare |